# Agenția Națională de Îmbunătățiri Funciare
Agenția Națională de Îmbunătățiri Funciare (ANIF) este concesionarul lucrărilor de îmbunătățiri funciare din domeniul public al statului român.
A fost înființată în anul 2004.
ANIF se ocupă cu administrarea, întreținerea, repararea și exploatarea lucrărilor de irigații, desecări-drenaje, combaterea eroziunii solului, îndiguiri, baraje și altele asemenea, inclusiv apărarea împotriva inundațiilor și ghețurilor, fenomenelor meteorologice periculoase și accidentelor la construcțiile hidrotehnice din amenajările proprii.
Patrimoniul ANIF constă în:
- Lucrări de amenajări de irigații
- Lucrări din amenajările pentru combaterea eroziunii solului
- Baraje și diguri de apărare împotriva inundațiilor
- Clădiri de producție și administrative

În anul 2011, ANIF avea active în valoare de 1,7 miliarde euro, și 5.000 de angajați.
Număr de angajați în 2024: 3500

## Președinții ANIF
- Anghel Saligny  între anii 1910 - 1917, director general al primului Serviciu de Îmbunătățiri Funciare din România [5]
- Vilmos Lukacs -
- Gheorghe Iordache: ? - 30 mai 2012[6]
- Adi Florinel Barbu: 13 iunie 2012 - aprilie 2014[7]
- Florin - Ionuț BARBU: iulie 2014 - 2021
- Cornel POPA: 2021- prezent [8]